# V543 Возничего
V543 Возничего (лат. V543 Aurigae) — двойная затменная переменная звезда типа W Большой Медведицы (EW) в созвездии Возничего на расстоянии (вычисленном из значения параллакса) приблизительно 8318 световых лет (около 2550 парсеков) от Солнца. Видимая звёздная величина звезды — от +18,51m до +17,83m. Орбитальный период — около 0,3579 суток (8,5896 часов).